# Копан

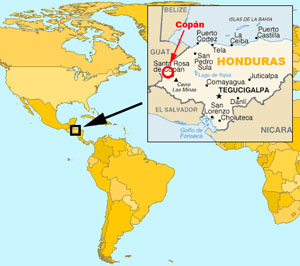
Местоположение Копана.

Копа́н (исп. Copán) — одно из крупнейших археологических городищ на территории Гондураса (одно из древних названий городища и окрестностей — Хушвинтик). Расположен на западе Гондураса, в центральной части долины одноимённой реки, в километре от одноимённого городка и в нескольких километрах от границы с Гватемалой. Существовал с первых веков до н. э., в период расцвета (VII—VIII веков н. э.) был центром царства Шукууп — самостоятельного государства древних майя, охватывавшего территорию современной юго-восточной Гватемалы и юго-западного Гондураса. Угасание Копана, по-видимому, связано с общим кризисом государств майя в IX веке.

## История
По данным археологов, сравнительно крупное поселение на месте археологического городища Копан существовало уже на рубеже эр. В 426 году н. э. К’инич-Йаш-К’ук'-Мо, происходивший из рода правителей Хушвица (городище Караколь, Белизе), основал копанскую царскую династию. Согласно более поздним копанским надписям, прежде чем воцариться в Копане, К’инич-Йаш-К’ук'-Мо совершил паломничество в далекий Теотиуакан в Мексике, где он получил инсигнии верховной власти. Потомки К’инич-Йаш-К’ук'-Мо правили Копаном на протяжении последующих 400 лет (всего нам известно шестнадцать царей). Дворцовый комплекс на берегу реки Копан, заложенный ещё при основателе династии, со временем превратился в обширное скопление жилищ, храмов, и площадей, известное теперь как Акрополь.
Власть копанских царей простиралась на соседние горные долины на территории современного Гондураса и Гватемалы. Хотя Копан находился на самом юго-востоке области майя, его цари сохраняли связи с другими династиями южных низменностей, включая правителей Тикаля, Караколя и Паленке, одновременно поддерживая контакты с властителями горной Гватемалы. Копанским царям приписывали господство над южной границей майяской ойкумены. Эта репутация отражалась в титулах копанских царей, называвших себя «стопами солнца южного неба.» Население царства включало как майя, говоривших на языке родственном колониальному чольти и современному майя-чорти, так и не-майяские группы, в том числе ленка. Как и в остальных царствах майя, придворная знать говорила и писала на особом «престижном языке» известном как «иероглифический майя» или «классический чольтийский».
За исключением дат рождений, воцарений, и смертей копанских царей, нам сравнительно мало известно о политической истории городища. Царские надписи в Копане, за редким исключением, интроспективны и уделяют гораздо больше внимания ритуалам, чем политическим событиям. Возможно, подобное умалчивание связано с тем, что местным правителям гораздо чаще приходилось иметь дело с не-майяскими властителями, в то время как бурная политическая жизнь остальных майяских царств нередко обходила их стороной. На помощь приходят археологические данные, свидетельствующие, что расцвет царства пришёлся на VII — первую четверть VIII века в правление царей К’ак'-Ути-Виц'-К’авиль («К’авиль это огонь на краю водопада») и Вашаклахун-Убах-К’авиль («Восемнадцать ликов К’авиля»). Конец расцвету положила военная катастрофа. Правитель городища Киригуа, вассал и родственник копанских царей К’ак'-Тилив-Чан-Йопат («Йопат зажигает огонь в небе») решил обрести независимость. В конце апреля 738 года армии К’ак'-Тилив-Чан-Йопата и Вашаклахун-Убах-К’авиля сразились близ Коквица (местоположение не установлено). Копанская армия потерпела поражение, Вашаклахун-Убах-К’авиль был пленен и обезглавлен. Столь сокрушительное поражение в комбинации с потерей Киригуа и подконтрольных его правителям горных долин нанесли серьёзный удар по могуществу копанских царей, оправиться от которого им так и не удалось, хотя при пятнадцатом царе Копан переживает некоторое возрождение.
Как и многие другие городища майя, Копан пал жертвой кризиса IX века, причины которого до сих пор не установлены, хотя продолжительная засуха и политическая нестабильность представляются наиболее вероятными объяснениями. В последние годы правления шестнадцатого царя наблюдается снижение строительной деятельности, что указывает на общее ухудшение экономической ситуации в царстве. Власть копанских правителей рушится практически в одночасье где-то после 822 года. Показательно, что работа резчика над Алтарем L, посвящённым воцарению Укит-Ток’а, последнего царя Копана, так и не была завершена. Храмы и дворцы копанского Акрополя были сожжены и заброшены. Некоторые периферийные поселения напротив переживают кратковременный расцвет, свидетельствующий, что отдельные знатные семьи использовали кризис центральной власти в своих целях. Тем не менее, запустение вскоре распространяется на всю долину. Ни один из древних топонимов известных нам по копанским надписям не сохранился до наших дней, что свидетельствует о том что население долины полностью сменилось по крайней мере единожды. Согласно испанским документам, население окрестностей Копана в XVI веке было столь мало, что не заслуживало собственного церковного прихода.

## Список царей Копана (имена и годы правления)
1. К’инич-Йаш-К’ук'-Мо' (426 — ок. 435/437)
2. К’инич-… (— ок. 435/437 — ?)
3. Йа…-Чан (ок. 455)
4. Туун-Каб'-Хиш[укр.] (ок. 465)
5. Йух-? (ок. 476)
6. Муйаль(?)-Холь (ок. 485)
7. Б’алам-Не’н[укр.] (—524—532)
8. Ви'-Йо’ль-К’инич[укр.] (532—551)
9. Сак-Лу' (551—553)
10. Ци'-Б’алам[укр.] (553—578)
11. К’ак'-Ути'-Чан[укр.] (553—578)
12. К’ак'-Ути'-Виц'-К’авииль (628—695)

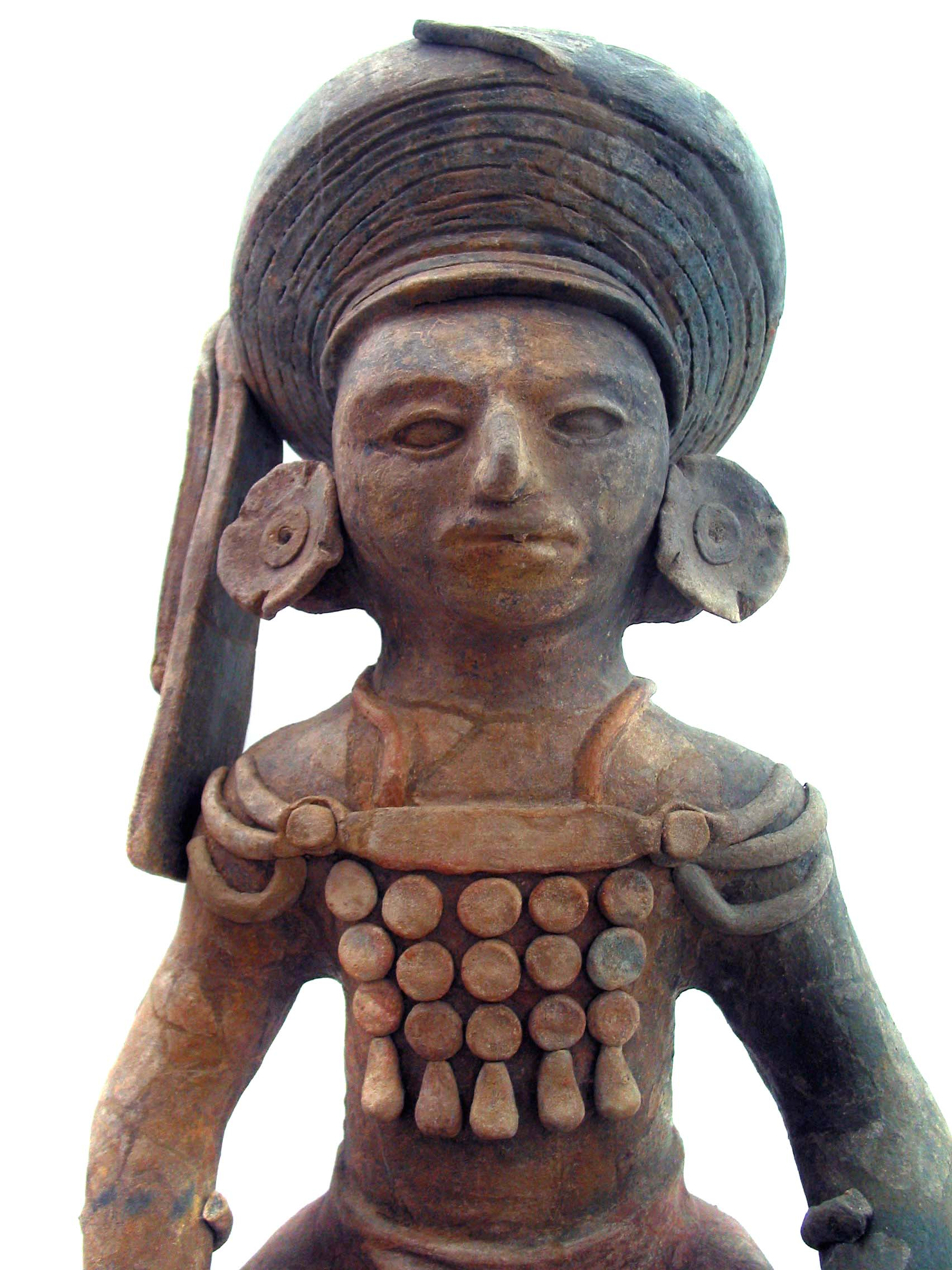
Царь Копана на курильнице

13. Вашаклахуун-Уб’аах-К’авииль (695—738)
14. К’ак'-Хоплах-Чан-К’авииль[укр.] (738—749)
15. К’ак'-Йипйах-Чан-К’авииль[укр.] (749—763)
16. Йаш-Пасах-Чан-Йо’паат[укр.] (763 — после 810)
17. Укит-Тоо'к'[англ.] (822 — ?)

## Галерея
|  |  |  |  |

|  |  |

## Археологические раскопки

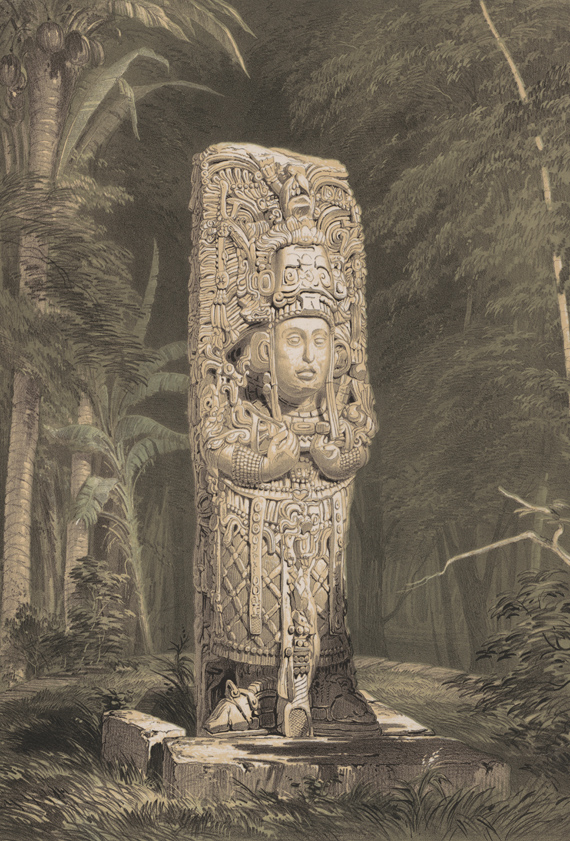
Стела Н на рисунке Казервуда

Городище Копан обязано своим названием Диего Гарсиа де Паласио, который в 1576 году составил первое описание древнего города, прозванного «копан» («мост» на науатле) местными жителями. Известность Копану принесли опубликованные записки и иллюстрации путешественников Дж. Л. Стефенса и Ф. Кезервуда, побывавших на городище в 30-е годы XIX века. Первое систематическое документирование монументов Копана было предпринято Модсли в 1880-90-е годы, а археологические исследования начались с четырёх экспедиций Музея Пибоди Гарвардского университета в 1890-е годы. Первые экспедиции в Копан не обошлись без трагедии: один из руководителей гарвардской экспедиции, Джон Оуэнс, умер от тропической лихорадки и был похоронен на главной площади Копана перед Стелой D. В начале XX века, Спинден и Морли продолжили документировать и исследовать надписи и скульптурные изображения Копана и окрестностей. Институт Карнеги осуществил масштабные раскопки и реставрационные работы в 1930-40-х гг. Начиная с 1960-х годов, Институт Антропологии и Истории Гондураса основанный в 1952 году начинает играть ведущую роль в исследовании Копана и разрабатывать долгосрочную стратегию изучения и охраны древнего города.
Новый этап в изучении Копана начинается в 1970-е годы с серии междисциплинарных проектов организованных американскими, гондурасскими, и европейскими исследователями представляющими несколько ведущих академических учреждений, включая Гарвардский Университет, Музей Антропологии и Археологии Пенсильванского Университета, Университет Штата Пенсильвания, и Университет Северного Иллинойса. Впервые систематически исследуется не только центр городища, но все древние поселения в долине реки Копан. Впервые исследователи Копана пытаются изучать не только поселения, но и понять как выглядела и как менялась окружающая среда. Начиная с 1980-х годов, успехи в дешифровке письменности майя начинают помогать с реконструкцией истории, а серия тоннелей, прорытых археологами в самом сердце копанского Акрополя, позволяет заглянуть во времена первых царей Копана. Исследование центра Копана и древних поселений в долине реки Копан продолжается по сей день.

## Копан сегодня

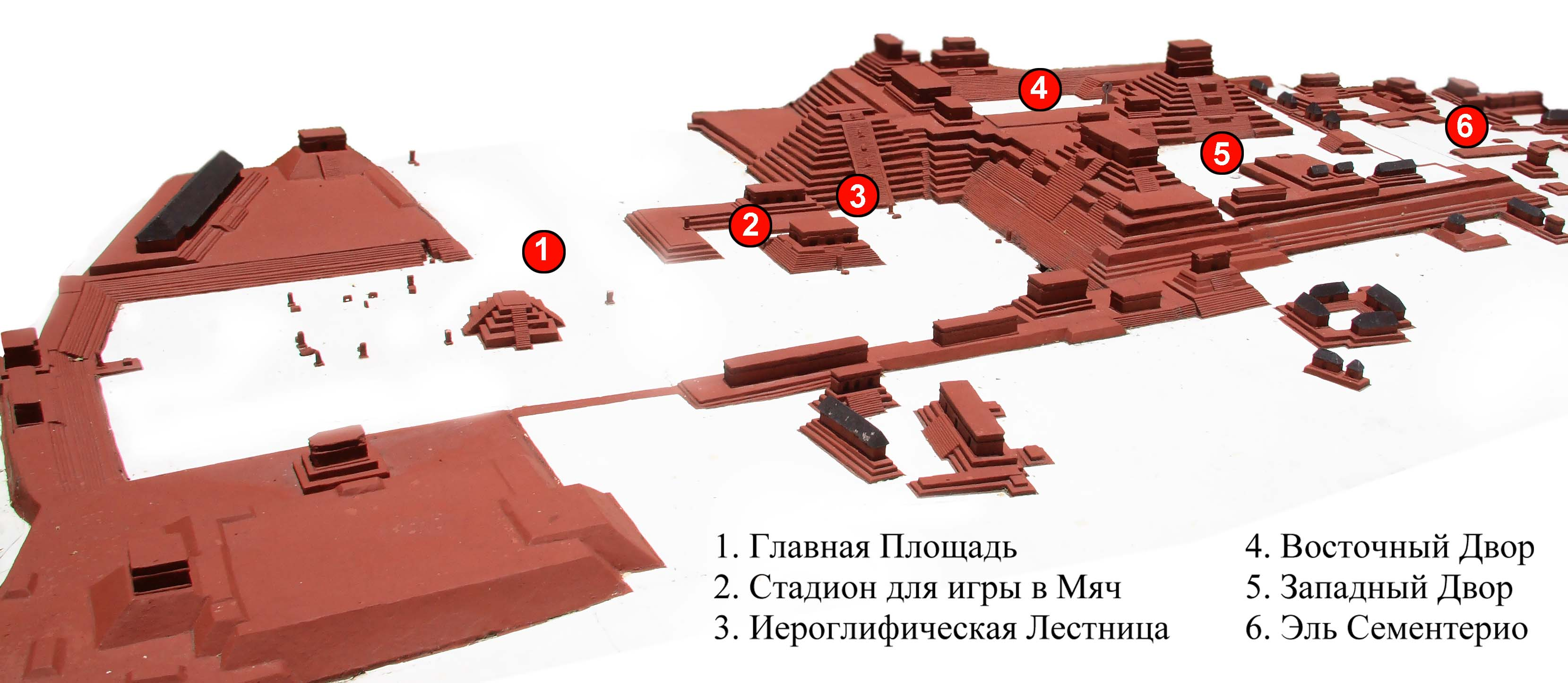
Центр Копана

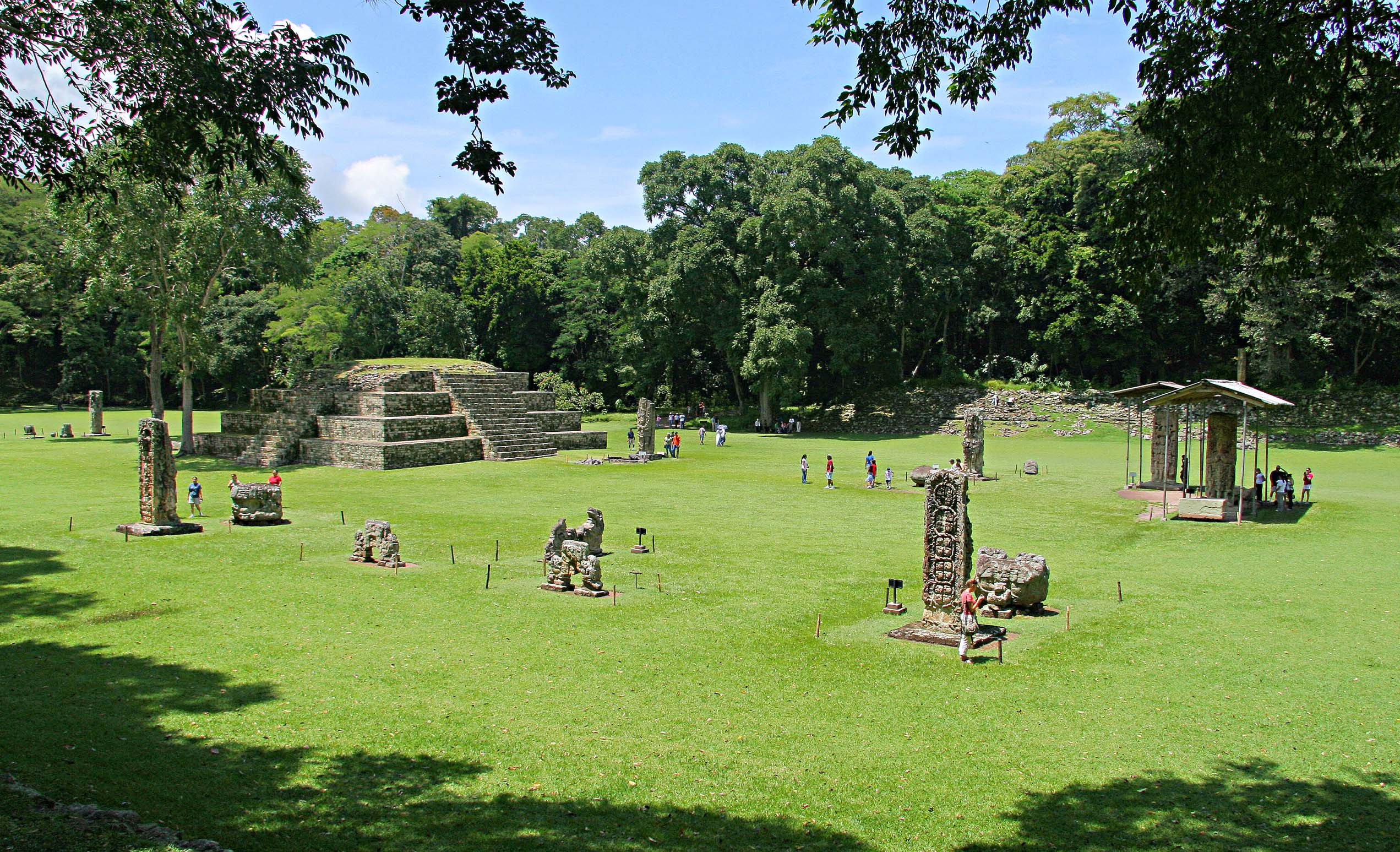
Главная Площадь

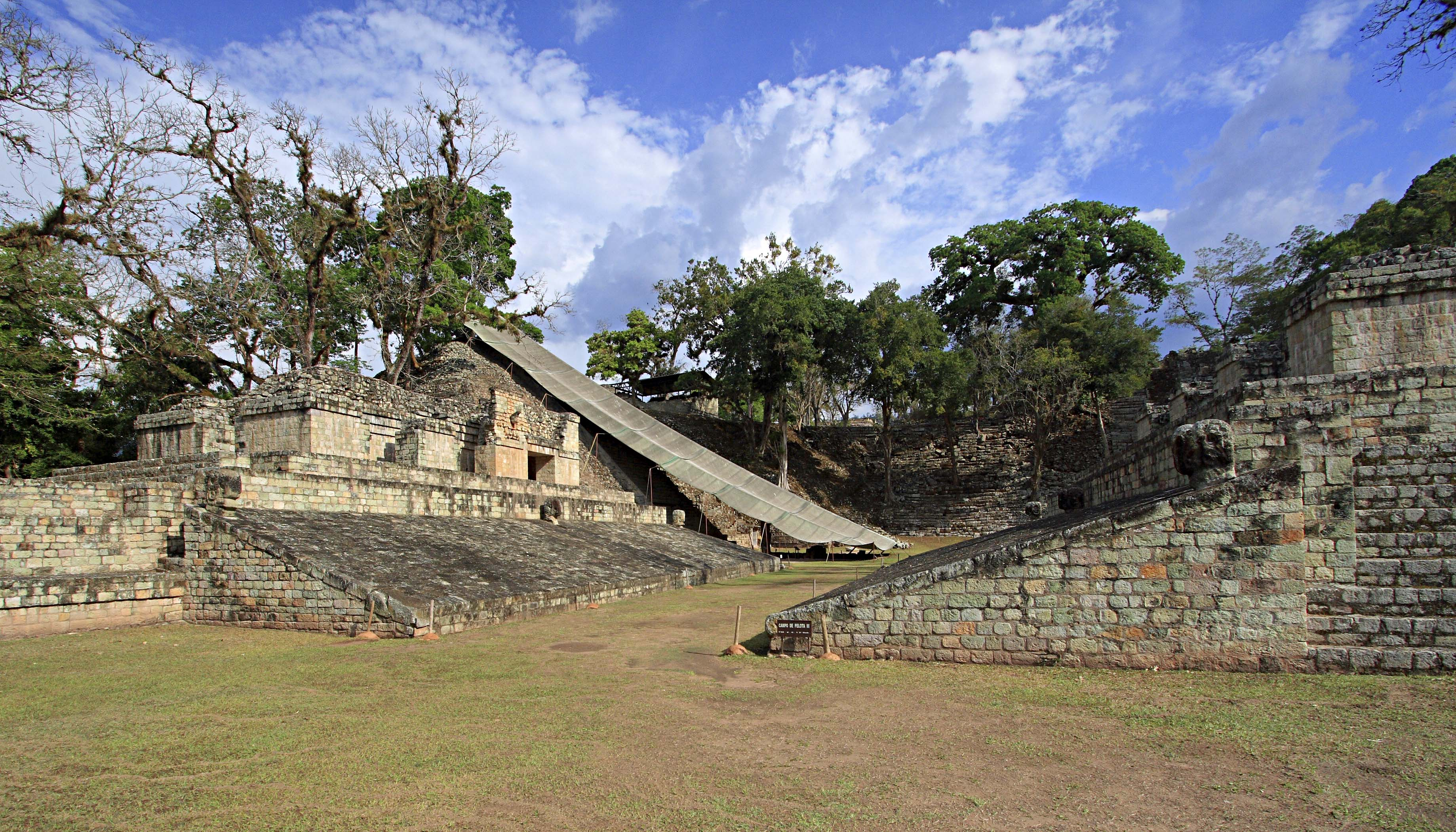
Стадион для игры в мяч

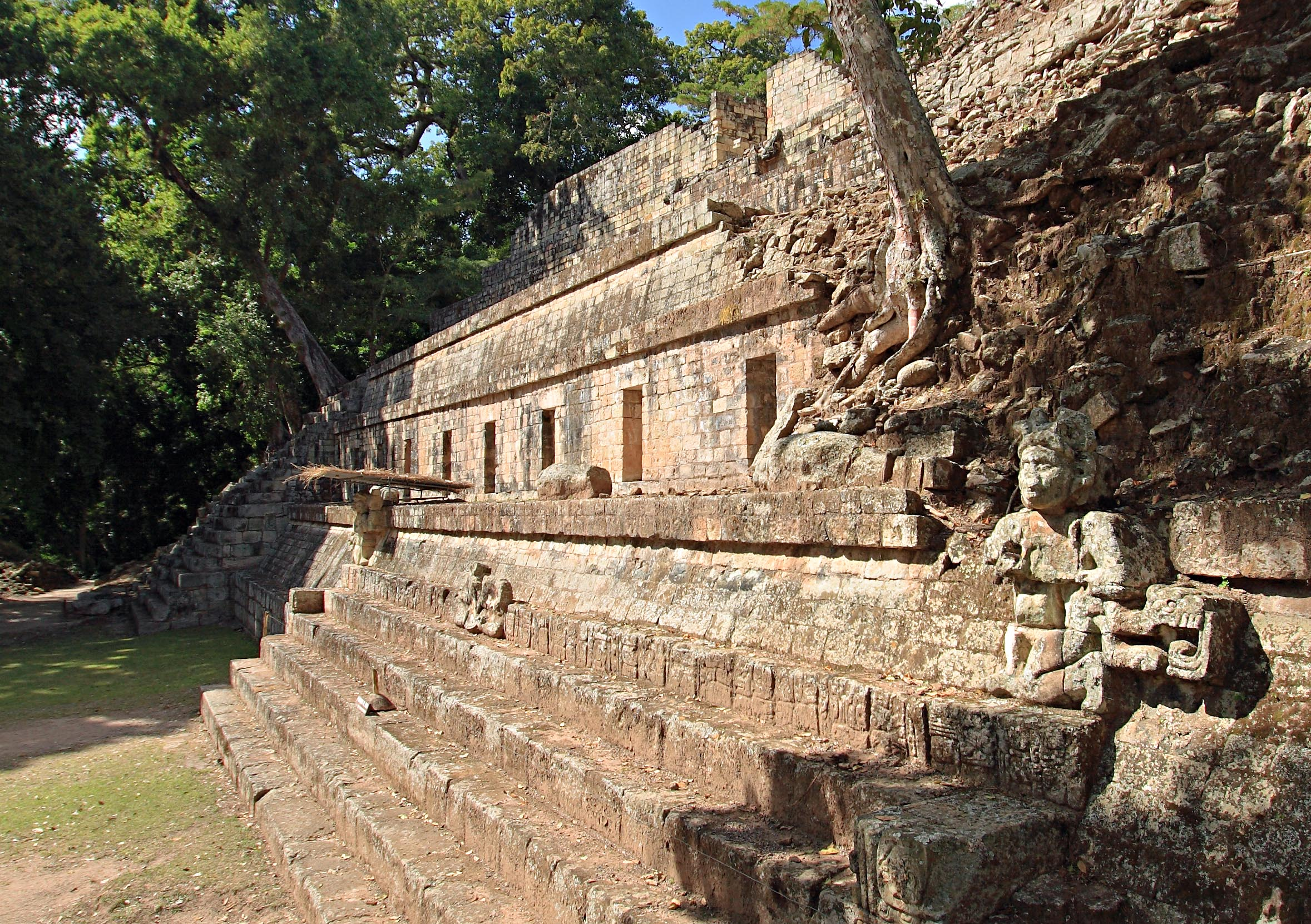
Храм 11 с Западного Двора

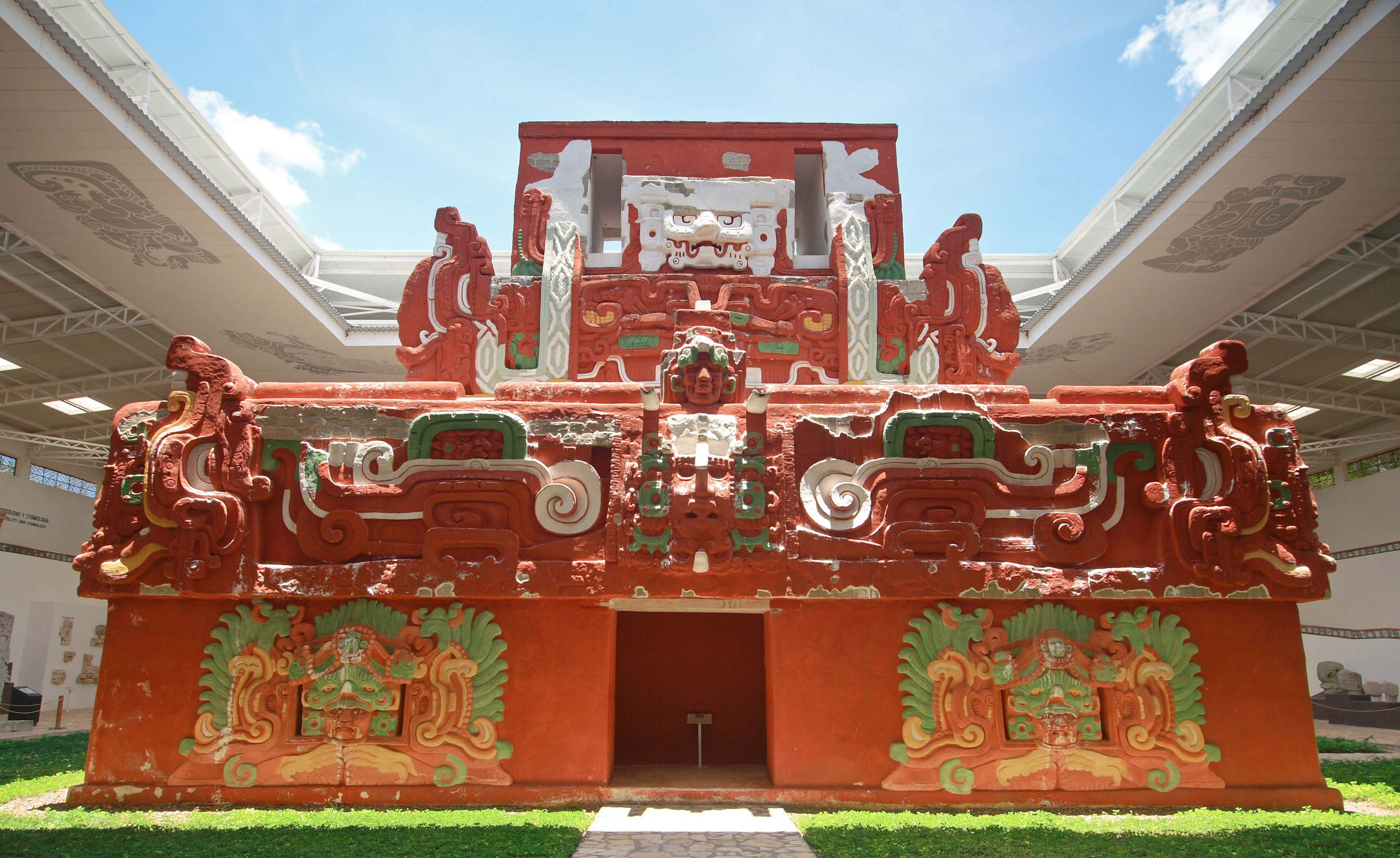
Розалила

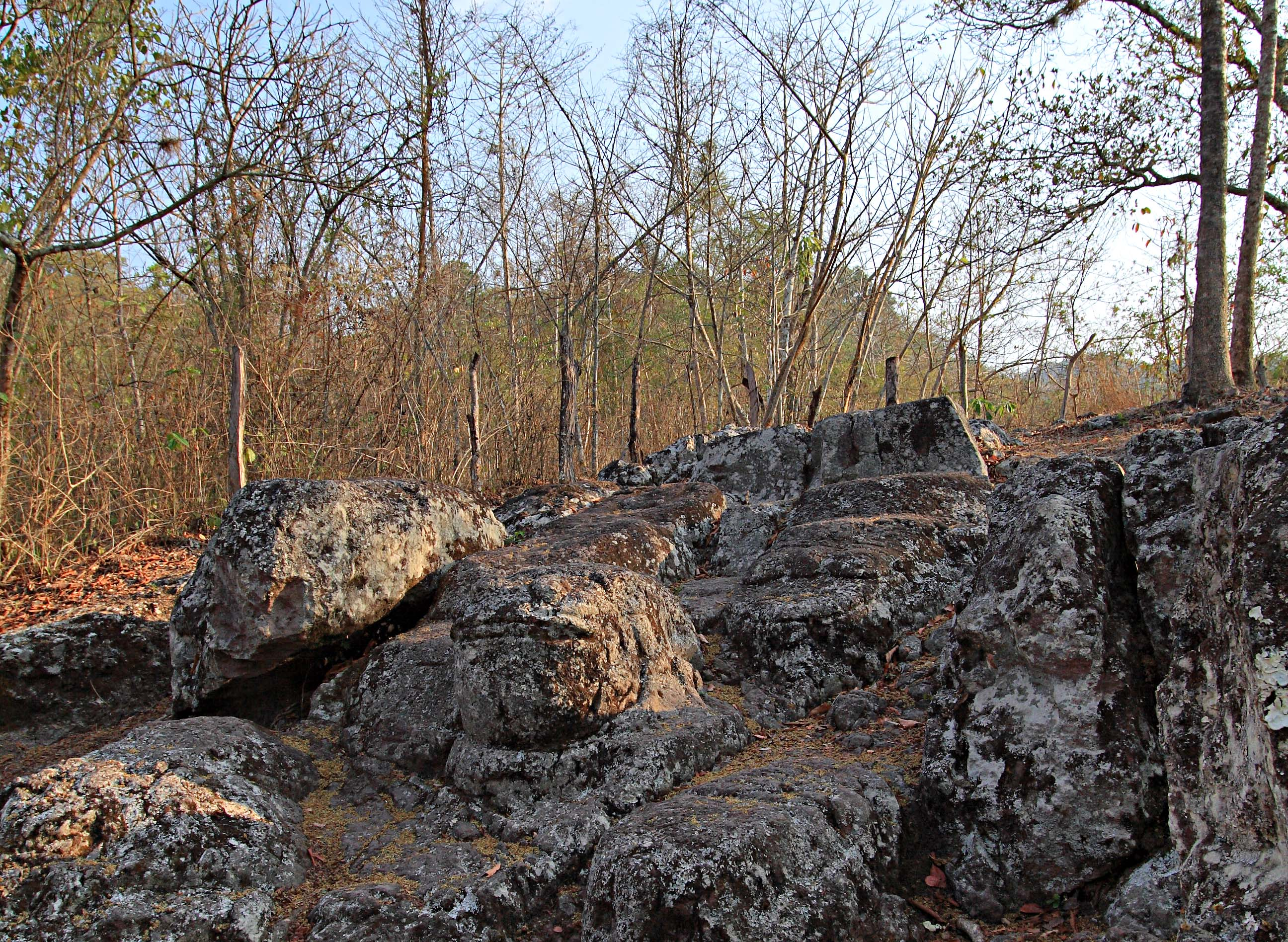
Лос-Сапос

Площадь Копана — 24 км². Он известен древними сооружениями и своим Археологическим музеем, лучшим в регионе. Кроме того, это археологический заповедник, охраняемый государством объект Всемирного наследия ЮНЕСКО. Великолепная монументальная архитектура Копана заслужила ему прозвище «Афин древних майя».
Охраняемая археологическая зона занимает только часть древнего поселения и включает как восстановленные, так и ещё не исследованные жилища, храмы, площади, лестницы, дороги, и стадионы для игры в мяч. Центр городища состоит из Главной Площади, где возвышаются знаменитые стелы, а также комплекса дворцов и храмов, известного как Акрополь. За 400 лет существования Копанской династии Акрополь превратился в высокий искусственный холм площадью 600 на 300 метров, где ранние постройки скрыты под масштабными строениями, возведёнными при более поздних царях. Восточная часть комплекса серьёзно пострадала от реки Копан, которая на протяжении столетий постепенно смыла несколько террас Акрополя. Археологи приложили значительные усилия, чтобы изменить русло реки и предотвратить дальнейшее разрушение центральной части городища. Разрез Акрополя, образовавшийся из-за обрушения террас, подмытых рекой, стал отправной точкой изучения наиболее ранних «пластов» в архитектурной истории города.
Кроме великолепных стел, возведённых в честь 15-го двадцатилетия царём Вашаклахун-Убах-К’авилем в 731 г. и изображающих самого царя, его предков, а также богов-хранителей долины (известной в древности как Хушвинтик), внимание посетителей Главной Площади привлечет стадион для игры в мяч, украшенный изображениями попугаев-ара, а также величественная иероглифическая лестница, заложенная при Вашаклахун-Убах-К’авиле, перестроенная и увеличенная при 15 царе, К’ак'-Йипйах-Чан-К’авиле. Эта лестница — самая длинная известная нам надпись на памятниках древних майя (около 2 страниц печатного текста латиницей). К сожалению, только первые 15 из 63 ступеней лестницы были найдены в своём первоначальном состоянии, тогда как остальные были восстановлены археологами Института Карнеги в полном беспорядке.
Что касается Акрополя, то его Западный двор украшен ещё одной иероглифической лестницей. Храм 11 замыкает двор с севера, а к западу возвышается самое высокое и массивное здание Акрополя — Храм 16, кульминация из серии храмов возведённых над усыпальницами первых царей Копана. У подножия лестницы, ведущей на вершину Храма 16, находится Алтарь Q, изображающий всех 16 царей Копана, верх которого украшен надписью, повествующей об основании местной царской династии. Из-за разрушения Акрополя, вызванного рекой (см. выше), Восточный двор Акрополя лишился части своих строений. Тем не менее, там можно посетить гробницу 16 царя (её разграбили ещё в древности). В северной части Восточного Двора располагается Храм 22, выполненный в виде огромной одушевленной горы, где, возможно, был тронный зал Вашаклахун-Убах-К’авиля, а также здание Пополь Нах, где, по мнению некоторых археологов, проходили заседания совета местной знати. К югу от Восточного и Западного дворов Акрополя расположен квартал Сементерио. Там находилась резиденция 16 царя Копана, а также многочисленные жилища членов его семейства и придворных.
Для посетителей Копана также доступна небольшая секция тоннелей, созданных археологами для изучения архитектурной истории Акрополя. Там можно увидеть фрагменты скульптурного оформления ранних копанских построек и иероглифическую надпись времен Ви-Оль-К’инича. Общая протяженность копанских тоннелей превышает 4 км, но большая их часть не приспособлена для публики (с точки зрения безопасности посетителей и поддержания необходимого для сохранности древних зданий микроклимата).
В 1996 году в Копане был открыт превосходный Музей скульптуры майя, где собраны монументы, найденные на территории раскопок, а также представлены реконструированные подлинные фасады древних построек, восстановленные по результатам археологических исследований (условия ЮНЕСКО не позволили бы восстановить разрушенные секции древних зданий непосредственно на своём первоначальном месте). Жемчужина музея — реконструкция одной из ранних версий Храма 16 в натуральную величину. Майя погребли этот храм (прозванный археологами Розалила) целиком под более поздней постройкой. Многочисленные туннели позволили археологам восстановить облик здания, включая цвета расписных рельефов на его фасадах.
В 1,5 км к востоку от Большой Площади раскинулись руины района проживания знатных семейств майя — Лас-Сепультурас. Здесь раскопано около 100 зданий и около 450 захоронений. Резиденции придворных соседствуют с более чем скромными жилищами простолюдинов. Там же находится квартал, где, возможно, жили приезжие торговцы Улуа.
Особого внимания заслуживает небольшой археологический музей, расположенный на главной площади городка Копан Руинас, который находится в километре от центра городища Копан. Экспозиция музея включает несколько замечательных стел и алтарей, найденных как в центре городища, так и на территории современного Копан Руинас. Только в этом музее можно увидеть древние украшения и прочие изделия из жадеита, кремня, и керамики, найденные в копанских гробницах. Там же находятся маркеры копанского стадиона для игры в мяч и различные элементы снаряжения игроков. Отдельная экспозиция посвящена реконструкции богатого погребения, возможно, принадлежавшего ритуальному специалисту или «шаману» (среди погребальной утвари, археологи обнаружили предметы, которые, предположительно, использовались для гадания и прочего колдовства).
Всего в километре южнее центра городища лежит Лос-Сапос — выход скальных пород, покрытый резьбой и надписями, широко известный своими скульптурными изображениями жаб и предположительно представляющий древний, «простонародный» культ плодородия.